# ديفون ميتشيل
ديفون ميتشيل (بالإنجليزية: Devon Mitchell)‏ هو لاعب كرة قدم أمريكية أمريكي، ولد في 30 ديسمبر 1962 في كينغستون في جامايكا.

## وصلات خارجية
- ديفون ميتشيل على موقع مرجع كرة القدم المحترفة.كوم (الإنجليزية)